# Moskovskaja (linka metra v Minsku)

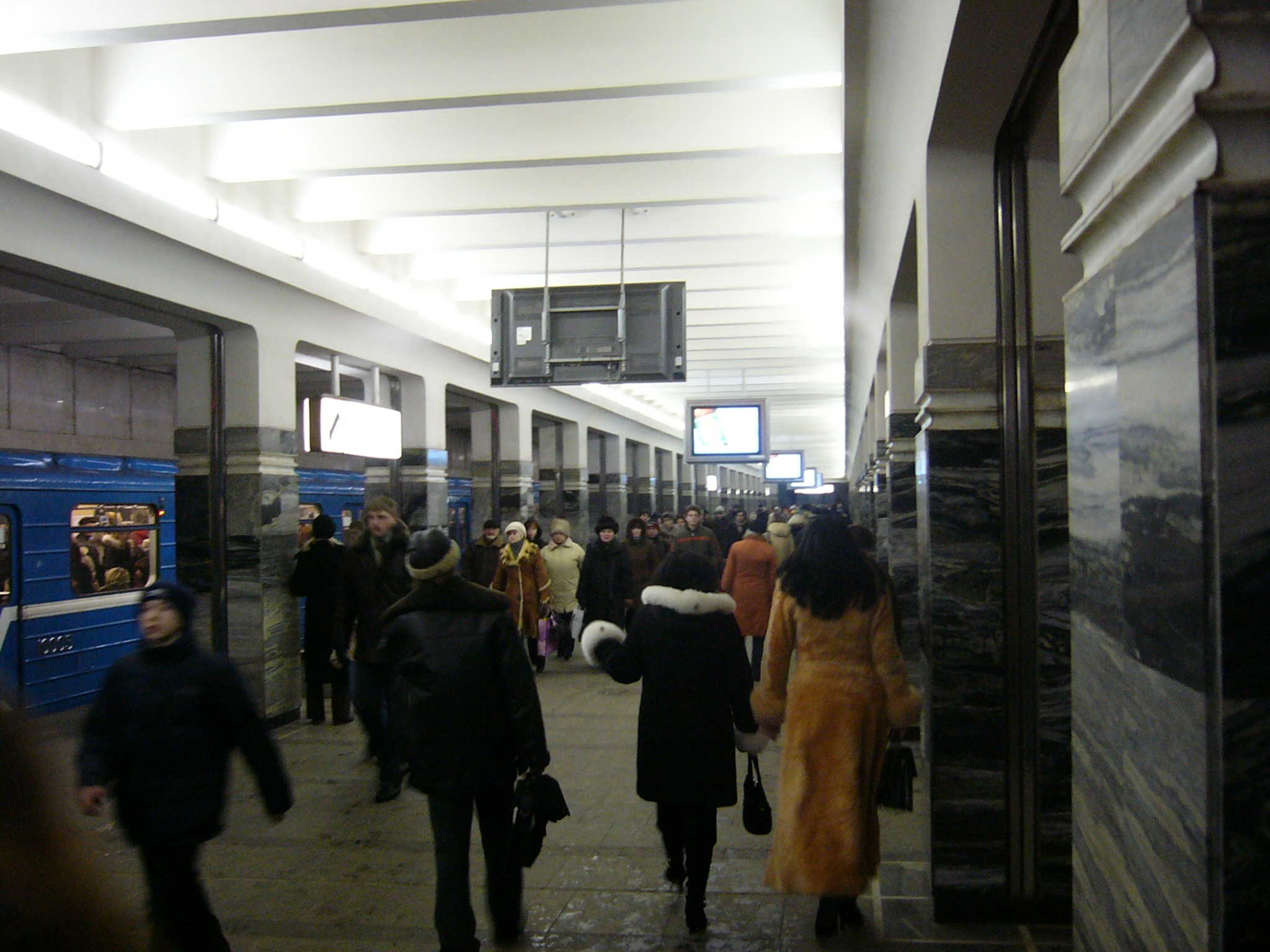
Stanice Akademija nauk

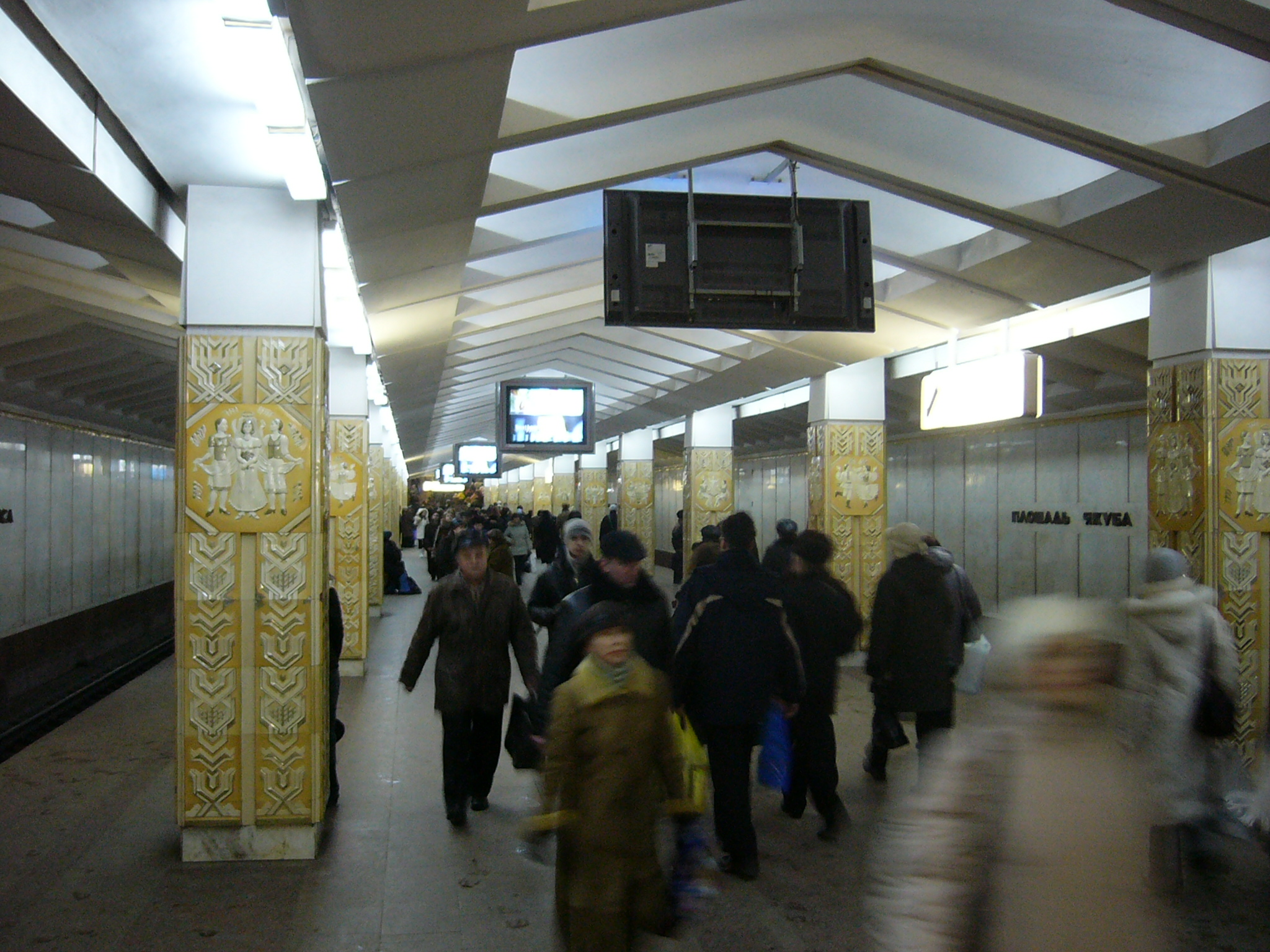
Stanice Ploščaď Jakuba Kolasa

Moskovskaja (rusky Московская), je jedna ze tří linek metra v Minsku, hlavním městě Běloruska.
Tato linka je nejstarší, její součástí je i první úsek metra otevřený roku 1984. V současné době má 15 stanic, městem prochází v ose severovýchod – jihozápad. Celkem je dlouhá 19 km.

## Historie
První úsek této linky byl otevřen již 30. června roku 1984 a měl osm stanic. Od této doby přibyla stanice jen jedna; Vostok, a to 26. prosince 1986. V současné době se linka také prodlužuje, v jižním směru. Dvě stanice na severním konci byly otevřeny v prosinci roku 2007, tři na konci jižním v 2012.

## Vozový park
Linka má i vlastní depo, Depo Moskovskoje, kde je umístěno 21 pětivozových souprav typů 81-717/714 a 81-717.5M/714.5M (modernizované).

## Stanice
(názvy stanic jsou v ruské transkripci)
- Uručje
- Borisowskij Trakt
- Vostok
- Moskovskaja
- Park Čeljuskincev
- Akademija nauk
- Ploščaď Jakuba Kolasa
- Ploščaď Pobědy
- Okťabirskaja (přestupní)
- Ploščaď Lenina
- Institut Kultury
- Gruševka
- Michalovo
- Petrovščina
- Malinawka